# Steny (Mała Fatra)
Steny (j. pol. Ściany; 1600 m, 1536 m) – dwuwierzchołkowy szczyt w tzw. krywańskiej części Małej Fatry w Centralnych Karpatach Zachodnich na Słowacji. Właściwie jest to dość długi odcinek głównej grani tego pasma, pomiędzy szczytami Hromové (1636 m) i Poludňový grúň (Południowy Groń, 1460 m). Od Hromovégo Steny oddzielone są płytką przełączką Sedlo za Hromovým, do  Południowego Gronia grań Sten opada bez żadnej przełączki. Wyższy jest południowy wierzchołek Sten (ok. 1600 m). W grani Sten pomiędzy ich dwoma wierzchołkami znajduje się długie i płaskie wcięcie – Sedlo v Stenách (1480 m). 
Grań Sten opada z południa na północ (z odchyleniem na wschód). Jej zachodnie stoki bardzo stromo opadają do górnej części Doliny Wratnej (Vrátna dolina). Stoki wschodnie mniej stromo opadają do górnej części Doliny Szutowskiej (Šútovská dolina). Cała grań Sten jest bezleśna, górna część obydwu jej stoków jest trawiasta. Są to pozostałości dawnych hal pasterskich. Dla potrzeb tego pasterstwa na stokach opadających do Doliny Szutowskiej wycięta została kosodrzewina i obecnie są tutaj nadal wielkie trawiaste obszary. Dzięki temu z całej grani Sten rozciąga się szeroka panorama widokowa (360°), a poprowadzony nią szlak turystyczny należy do jednego z najliczniej uczęszczanych przez turystów. Grań Sten jest ostra, miejscami skalista, a prowadząca nią ścieżka jest bardzo wąska. Z bardzo stromych stoków do Doliny Wratnej zimą schodzą lawiny.

## Szlak turystyczny
Snilovské sedlo – Chleb –  Hromové – Steny –  Poludňový grúň (1.35 h)